# 安斯加尔·克瑙夫
安斯加尔·克瑙夫（德語：Ansgar Knauff；2002年1月10日—），是一名德国足球运动员，场上司职右边锋，目前效力于德甲球队法兰克福。

## 俱乐部生涯

### 早期生涯与多特蒙德
克瑙夫于2002年1月10日出生在德国下萨克森州内东南部的小城哥廷根，他成长在一个单亲家庭。克瑙夫在哥廷根SVG开始了他的青训生涯，并在2015年加入了汉诺威96的青训学院。1年后，他加入了德甲球队多特蒙德的青训学院。2020年11月25日，克瑙夫与多特蒙德签下了他人生中的第一份职业合同，将会在2023年到期。2020年12月8日，在多特蒙德与圣彼得堡泽尼特的欧冠比赛中，克瑙夫在第83分钟替补登场，换下了托尔冈·阿扎尔，完成了一线队首秀。最终他也成功帮助多特蒙德在客场2-1击败了对手。2021年4月10日，在多特蒙德客场3-2险胜斯图加特的德甲比赛中，克瑙夫打进一球，帮助多特蒙德反超比分，这同时也是他为多特蒙德一线队打进的第一粒进球。